# Polygonum coriaceum
Polygonum coriaceum là một loài thực vật có hoa trong họ Rau răm. Loài này được Sam. miêu tả khoa học đầu tiên năm 1929.